# Paolo Pozzo

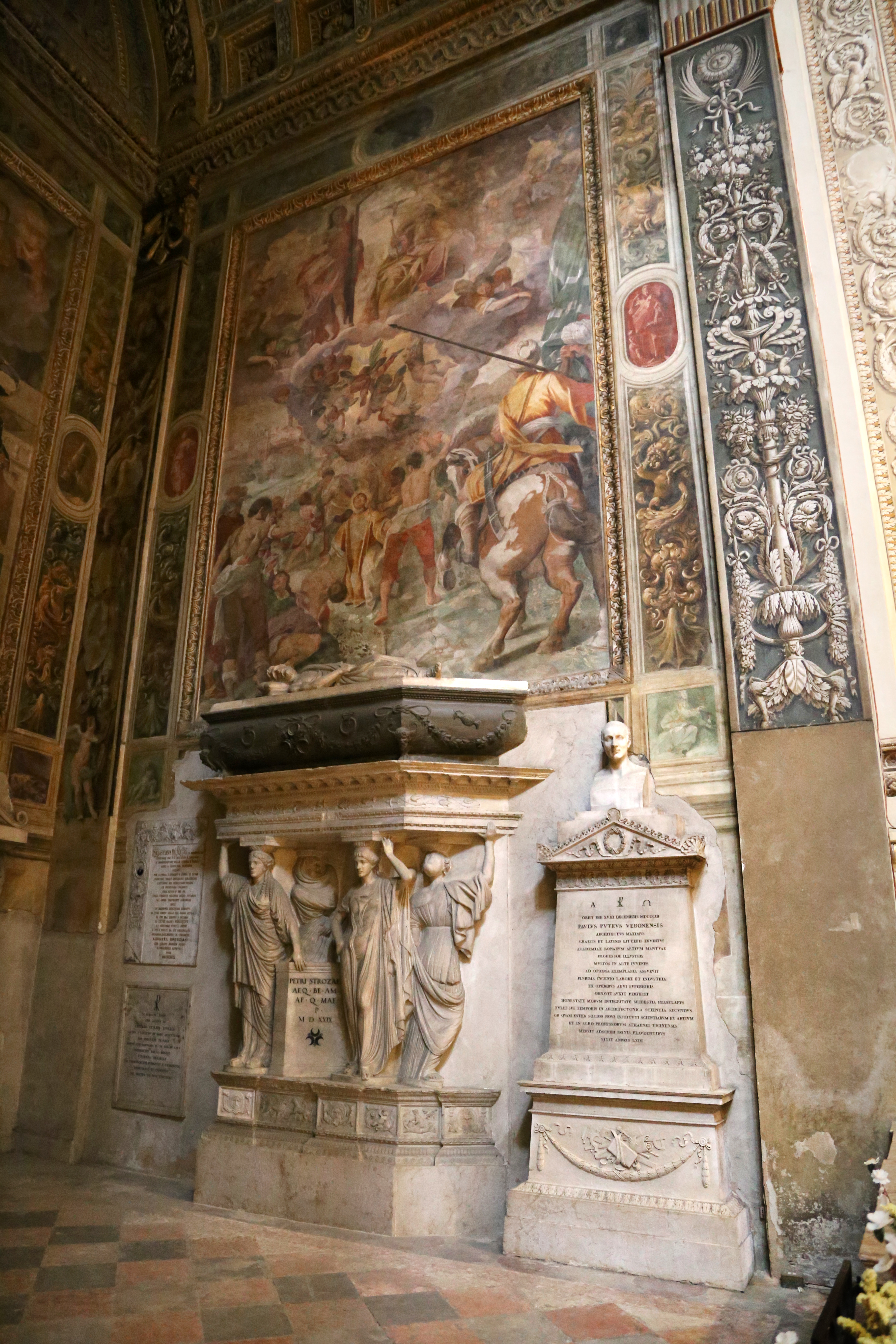
Mantova, Basilica Sant’Andrea (Mantua), Grabdenkmal für Paolo Pozzo (rechts).

Paolo Pozzo (* 8. März 1741 in Verona; † 18. Dezember 1803 in Mantua) war ein italienischer Architekt.

## Leben
Sein Vater Carlo, der 1738 nach Verona eingewandert war, arbeitete als Baumeister und Maurer.
Paolo Pozzo wurde in humanistische Studien eingeweiht, wobei er sich bald dem Studium der Architektur zuwandte. Aus familiären Gründen war er ab 1760, von Venedig aus, drei Jahre lang Kapitän eines Handelsschiffs, das für maritime Expeditionen in Dalmatien und im östlichen Mittelmeer eingesetzt wurde.
Er wurde 1771 Professor für Architektur an der Reale Accademia di scienze e di belle lettere von Mantua und ließ sich in der Stadt nieder, deren königlicher Architekt er ab 1772 war und an den wichtigsten architektonischen Werken der Stadt mitwirkte. Im Jahr 1801, anlässlich der Einweihung des Vergil-Denkmals auf der Piazza Virgiliana (30 Ventoso Anno IX – 15. Oktober 1797), entwarf er den ephemeren Apparat für das Fest (eine Posticcia-Pyramide in einem Lorbeerhain). Die städtebauliche Gestaltung der ehemaligen Piazza dell’Argine mit der Verbreiterung, die sich wie ein Amphitheater zwischen drei neuen Gebäuden ausbreitet, wurde durch den Abriss der Kirche Madonna dell’Argine vor 1797 erreicht. Das Volksfest wurde in einem Kupferstich von Luigi Rados verewigt.

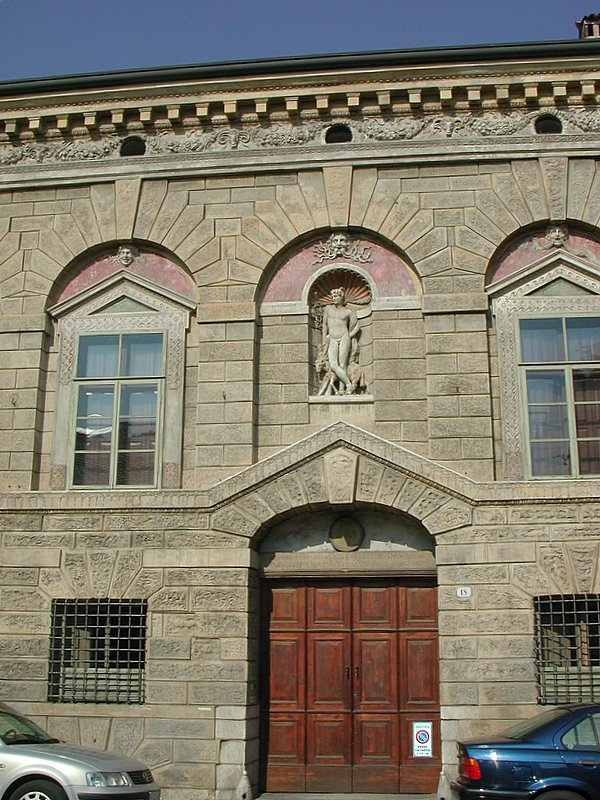
Haus von Giulio Romano mit Beiträgen von Paolo Pozzo

## Werke (Auswahl)
- Paolo Pozzo war der Schöpfer des Rechtecksaals „del Piermarini“ im Inneren des Palastes der Accademia Nazionale Virgiliana der „Reale Accademia di scienze e di belle lettere“, die unter Napoleon Bonaparte zur Accademia Nazionale Virgiliana werden sollte und in deren Erdgeschoss sich auch das Teatro Bibiena befand.
- Im Jahr 1780 beteiligte er sich an der Planung der Biblioteca Teresiana, der öffentlichen Bibliothek im Auftrag von Maria Theresia.
- Er renovierte zahlreiche Räume im Palazzo Ducale, wie die monumentale Treppe der Herzoginnen und die Piazza Basilika Palatina di Santa Barbara. Im Jahr 1783 schuf er die Wohnung des Bevollmächtigten und im Magna Domus das Appartement der Kaiserin für Maria Beatrice d’Este.
- Im Jahr 1795 realisierte er die neoklassizistische Fassade des heutigen Museo Diocesano Francesco Gonzaga mit Blick auf die zukünftige Piazza Virgiliana.
- Im Jahr 1797 entwarf er die Piazza Virgiliana, wobei er sich von französischen Stadtplanungsentwürfen inspirieren ließ.
- Im Jahr 1800 arbeitete er an der Fassade des Casa di Giulio Romano.[3]
  - Haus Vicolo Cantelma 1, Vicolo Cantelma, 1, Mantua, 1780;
  - Kloster Santa Lucia (ex), Via Pietro Frattini, 28, Mantua, 1784;
  - Palast del Carmine, Via Pomponazzo, 27, Mantua, 1788;
  - Waisenhaus für Frauen (ex), Via Angelo Scarsellini, 15, Mantua, 1790;
  - Kirche San Giorgio, Strada Statale 62 della Cisa, Borgo Virgilio, 1791;
  - Palast di San Cristoforo, Via Giulio Romano, Mantua, 1797;
  - Kirche Sant’Apollonia, Via Gaetano Benzoni, 20, Mantua, 1799;
  - Palazzo d’Arco, Piazza Carlo d’Arco, 4, Mantua;
  - Glockenturm der Kirche San Tommaso apostolo, Via Bondeno degli Arduini, Bondeno di Gonzaga, 1793.[4]